# العراجشة (إب)

تعديل مصدري - تعديل

العراجشة محلة تابعة لقرية منزل الشعراني، التابعة لعزلة بني محرم بمديرية إب إحدى مديريات محافظة إب في الجمهورية اليمنية.، بلغ تعداد سكانها 72 حسب تعداد اليمن لعام 2004.